# Mercado dos Lavradores
Der Mercado dos Lavradores (dt. „Bauernmarkt“) ist eine von 1939 bis 1940 erbaute Markthalle in Funchal auf der portugiesischen Insel Madeira, in der täglich außer sonn- und feiertags Obst, Gemüse, Blumen und Fisch gehandelt werden. Sie steht unter Denkmalschutz und ist eine Touristenattraktion.

## Lage
Das Gebäude befindet sich im westlichen Teil der Altstadt von Funchal, der im 15. Jahrhundert erbauten „Zona velha“, und gehört zur Freguesia Santa Maria Maior. Im Westen schließt sich das heutige Stadtzentrum von Funchal an, in dem sich unter anderem die Kathedrale von Funchal befindet. Das Viertel war ursprünglich vor allem von Fischern und Handwerkern bewohnt.

## Geschichte
Nach dem Amtsantritt von Fernão Ornelas (1908–1978) als bestellter Bürgermeister von Funchal startete er 1935 eine Modernisierungskampagne, zu der unter anderem eine Verbesserung der Wasserversorgung, der Bau von Schlachthof und Schulen sowie zur Verbesserung der Hygiene der Bau der Markthalle in der Stadt zählte. Als Ort für die Markthalle wurde ein Platz gewählt, an dem traditionell die Bauern des Umlandes bereits einen Markt abhielten. Für den zusätzlichen Platzbedarf mussten zunächst angrenzende Häuser abgerissen werden. Nach einem Entwurf des portugiesischen Architekten Edmundo Tavares (1892–1983) begannen die Bauarbeiten am 9. Januar 1939. Nach knapp zwei Jahren Bauzeit wurde die dem Estado Novo verpflichtete und in einer Mischung aus Art déco und Modernismus gestaltete Markthalle am 25. November 1940 eröffnet.

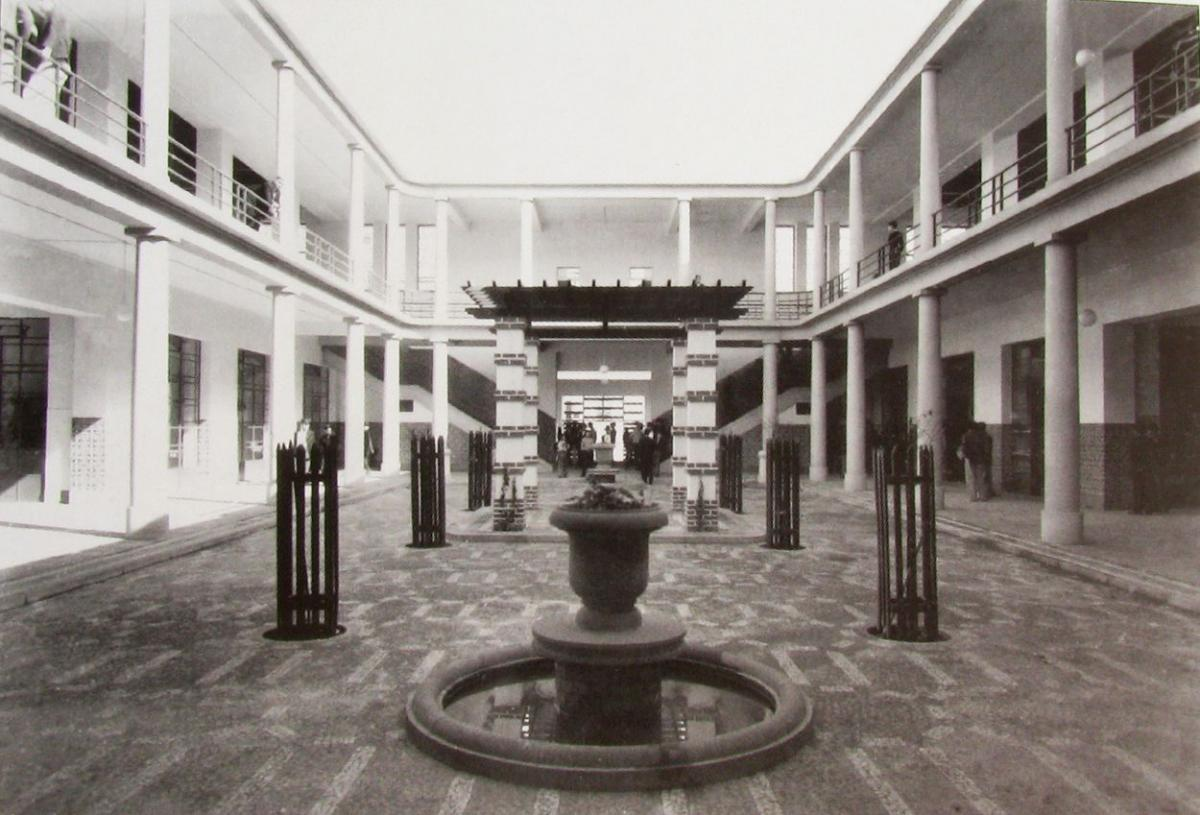
Innenhof am Tag der Eröffnung 1940

Zum Zeitpunkt der Eröffnung war der Mercado dos Lavradores der modernste Markt des Landes. Seine Bedeutung stieg zudem nach Beginn des Zweiten Weltkrieges – zu einem Zeitpunkt, als nach Zusammenbruch des Tourismus evakuierte Frauen aus Gibraltar in der Stadt unterkamen und zugleich die Lebensmitteleinfuhren nach Madeira reduziert wurden. Seit seiner Eröffnung ist der Markt der einzige bedeutende Umschlagsplatz für Frischwaren in Funchal.
Nach dem Krieg entwickelte sich die Markthalle mit dem zunehmenden Tourismus auf der Insel sukzessive auch zu einem Ausflugsziel der Touristen. Dazu trugen neben dem vielfältigen Angebot mit zahlreichen auf dem Kontinent noch unüblichen Obstsorten auch der folkloristische Charakter bei. Die Markthändlerinnen und Markthändler trugen oftmals ihre traditionelle Kleidung, was heute bewusst gepflegt wird.
1993 klassifizierte die Regionalregierung von Madeira die Markthalle als „Gebäude von lokalem kulturellen Wert“, da es einen wichtigen Bezugspunkt in der städtischen, architektonischen und funktionalen Sprache der Stadt darstelle. Seit 7. Juni 2019 ist das Gebäude zudem als Imóvel de Interesse Municipal denkmalgeschützt.

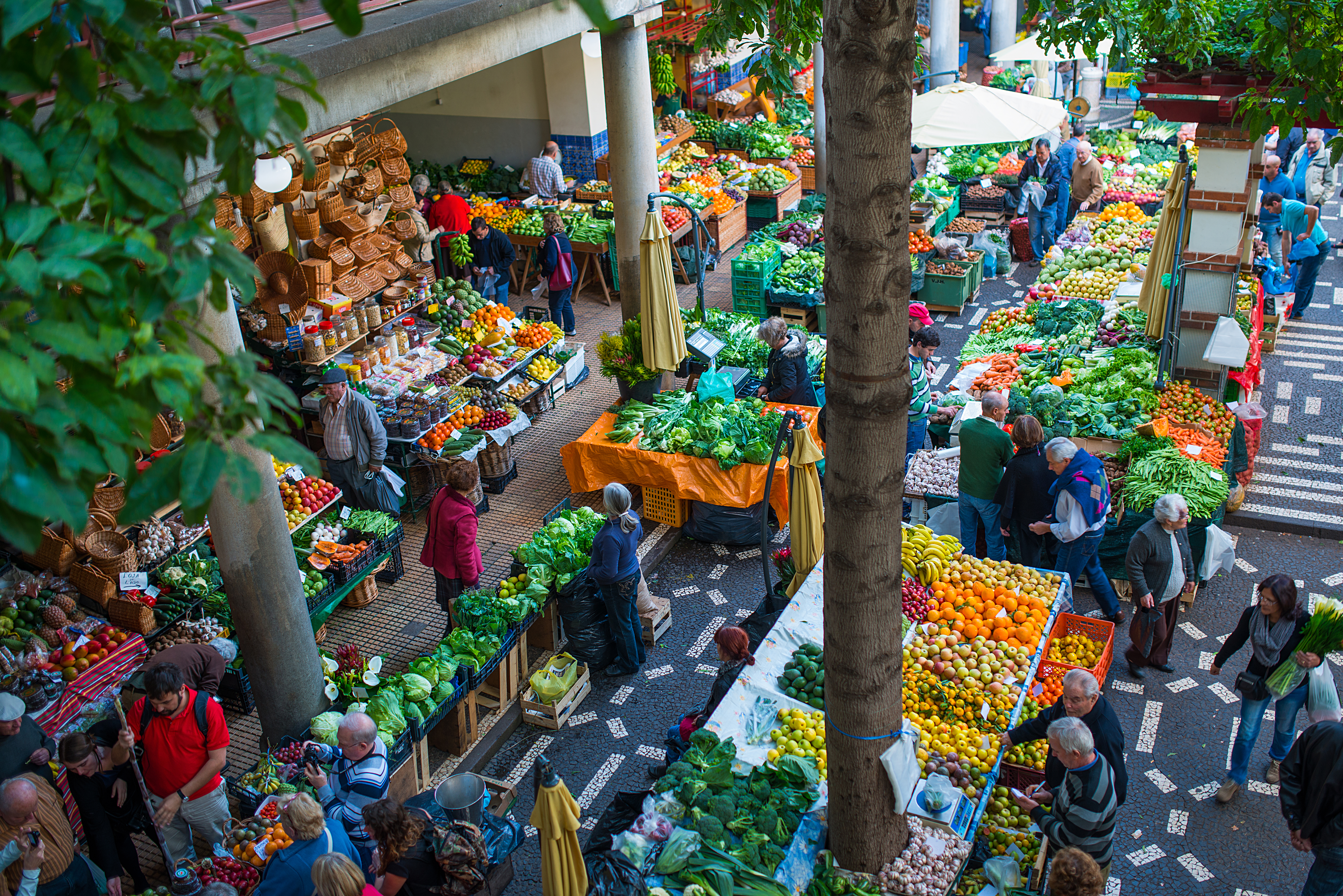
Innenhof des Obstmarktes

## Beschreibung
Das Grundstück befindet sich in leichter Hanglage, so dass der westliche Gebäudeteil am Haupteingang mit der Hauptfassade zwei Geschosse aufweist, da das Gelände nach Süden leicht abfällt und dort ein Souterrain liegt. Der östliche Gebäudeteil wiederum besteht aus einer Halle für den Fischmarkt. Grundstück und Gebäude sind trapezförmig gehalten, die Wände sind gemauert und das Flachsatteldach aus Zinkblech ist von der Straßenseite nicht erkennbar. Das Gebäude verfügt über eine Verkaufsfläche von 9600 Quadratmetern, auf der sich 122 Stände befinden.

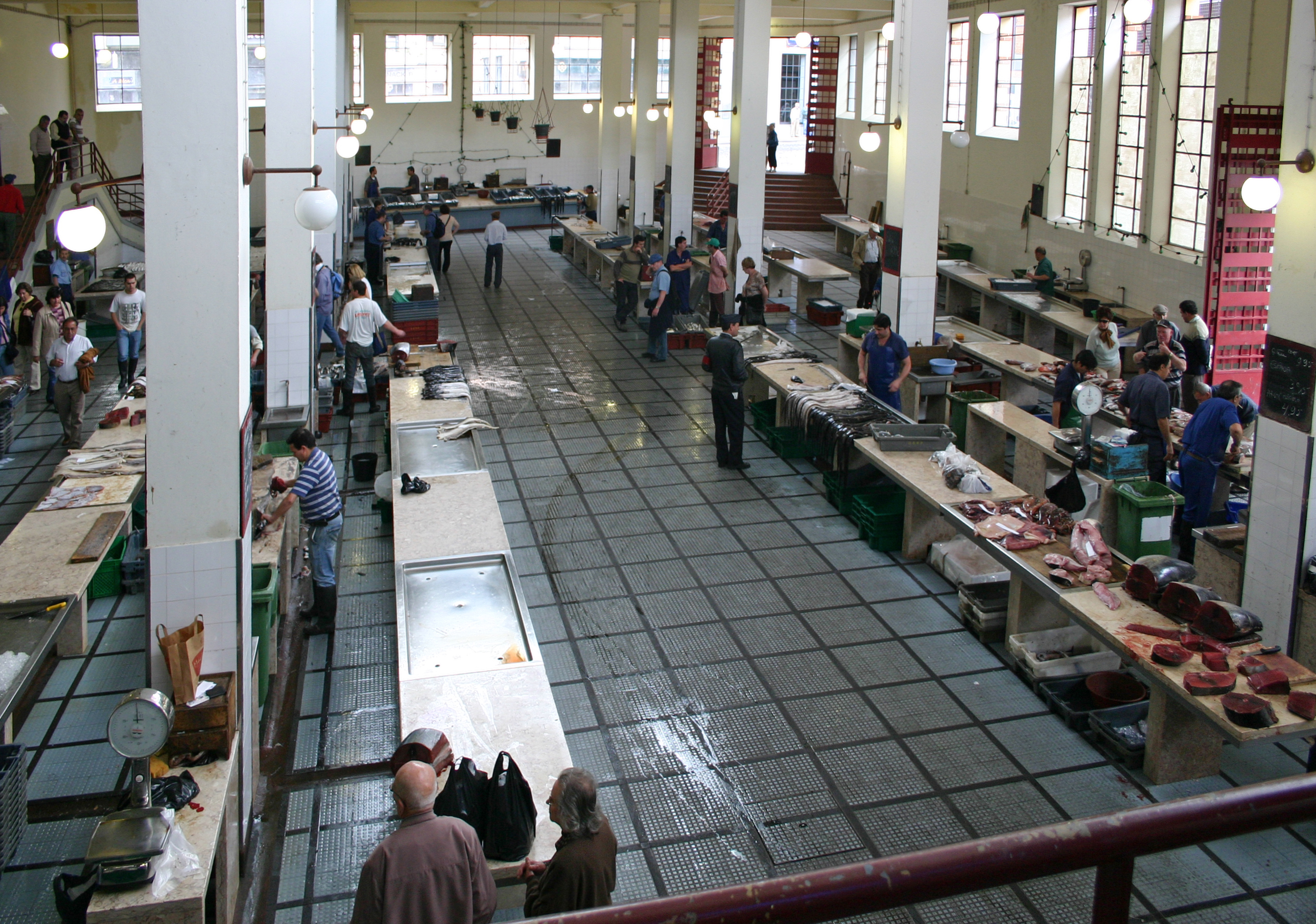
Fischmarkt

Der westliche Gebäudeteil umfasst über dem Souterrain (mit den Sanitäranlagen und Umkleideräumen) zwei Stockwerke, die sich atriumartig um einen rechteckigen und gepflasterten Platz gruppieren. Erdgeschoss und Obergeschoss sind als offene Galerien gehalten, auf denen sich die Verkaufsstände für Obst, Gemüse und Blumen befinden. Im westlichen Gebäudeteil befindet der Hauptzugang von der Stadtseite, der durch einen repräsentativen Eingang markiert wird. Die südwestliche Gebäudeecke ist abgerundet, während die nordwestliche Ecke mit einem quadratischen Turm abschließt, der ein Geschoss höher ist als das Marktgebäude und das Stadtwappen trägt. Neben dem Eingang und ebenfalls im Innern des Gebäudes sind einige Wände mit Azulejos geschmückt, die durch den Künstler João Rodrigues gestaltet wurden und in der früheren Fabrik Faiança Battistini hergestellt wurden.
Über einen Durchgang und eine zweiläufige Treppe ist vom westlichen Gebäudeteil der Fischmarkt im östlichen Gebäudeteil zu erreichen. Der Fischmarkt besteht aus einer einzigen rechteckigen, von Säulen gestützten Halle ohne Galerien, die sich über die gesamte Gebäudehöhe von drei Geschossen erstreckt und zusätzlich einen separaten Eingang von der Straße hat.

## „Marktnacht“ am 23. Dezember
Auf eine Tradition aus dem 19. Jahrhundert geht die „Noite do Mercado“ zurück, bei der sich am 23. Dezember eines Jahres die Bewohner Funchals auf dem Markt und den umliegenden Straßen treffen und feiern. Ursprünglich diente der Tag einer verlängerten Einkaufsmöglichkeit für Frischwaren, die an Heiligabend und den Weihnachtsfeiertagen benötigt wurden. Daraus hat sich das Fest entwickelt, das sich über die angrenzenden Straßen und Bars ausgedehnt hat und die ganze Nacht dauert. Auch dieses Fest ist eine Touristenattraktion geworden.